# Sejanje straha
Sejanje straha predstavlja širenje uznemiravajućih i preuveličanih glasina o nadolazećoj opasnosti koja namerno izaziva strah kako bi manipulisala javnost. Označava i naviku ili taktiku namernog i bespotrebnog izazivanja javnog straha oko nekog problema.

## Oglašavanje političkih kampanja

### Reklama „Dejzi"
Jedan od primera u američkoj politici, nakon 11. septembra 2001. godine, je televizijska reklama Dejzi. Poznata televizijska reklama za političku kampanju počinje tako što mala devojčica stoji na livadi, okružena pticama koje cvrkuću, čupka latice bele rade dok polako broji svaku pojedinačno. Kada stigne do broja devet, čuje se preteći muški glas kako odbrojava lansiranje rakete. Dok devojčica gleda ka nebu, kamera zumira njenu zenicu koja ispunjava ceo ekran, zatamnjujući ga. Kada se odbrojavanje završi, na ekranu se pojavljuje bljesak i nuklearna bomba.
Dok je požar, čuje se glas predsednika Lindona Džonsona koji izjavljuje: „To su ulozi! Stvoriti svet u kojem sva Božija deca mogu da žive ili da idu u tamu. Mi moramo ili da volimo jedni druge ili da umremo.” Potom kaže: „Glasajte za predsednika Džonsona trećeg novembra. Ulozi su previsoki da biste ostali kod kuće.” 

## Oglašavanje proizvoda
Oglašivači su takođe dospeli na tržiste otkrićem da se „strah prodaje”. Kampanje za oglašavanje zasnovane na strahu, ponekad šokantne za nas, postale su sve popularnije poslednjih godina. Strah je snažna emocija kojom se manipuliše s namerom da se ljudi usmere na donošenje više emotivnih nego racionalnih izbora. Od reklama za automobile koje impliciraju da posedovanje manjeg broja vazdušnih jastuka može dovesti do toga da porodica bude povređena, do reklama o dezinfekciji koje pokazuju bakterije skrivene na svakoj površini, oglašavanje zasnovano na strahu deluje. Dok je korišćenje straha u reklamama izazvalo neke negativne reakcije javnosti, postoji dokaz koji pokazuje da su šok reklame vrlo efikasna tehnika ubeđivanja, i u poslednjih nekoliko godina, oglašivači su nastavili da povećavaju svoju upotrebu straha u oglasima što je poznato kao „beskonačna trka naoružavanja u reklamnom poslu”. 
Autor Ken Ring je optužen za sejanje straha od strane novozelandskog političara Nika Smita. Oklandski prodavac kalendara predvideo je zemljotrese i klimatske obrasce zasnovane na lunarnim ciklusima, i neka od njegovih predviđanja su shvaćena ozbiljno od strane pojedinih pripadnika javnosti u vezi sa zemljotresom u Krajstčerču 2011.